# Erlöserkirche (Nejdek)

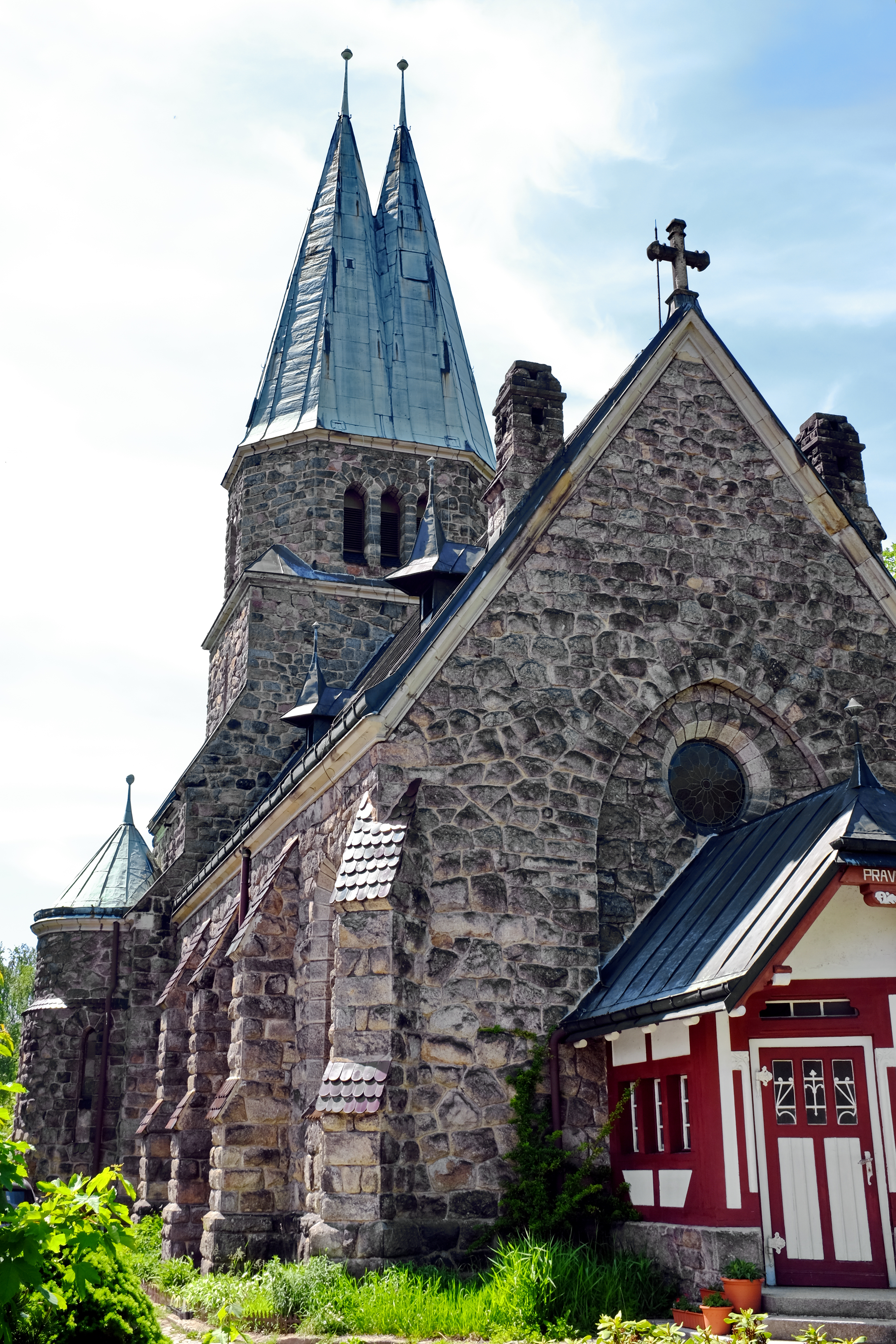
Erlöserkirche Nejdek

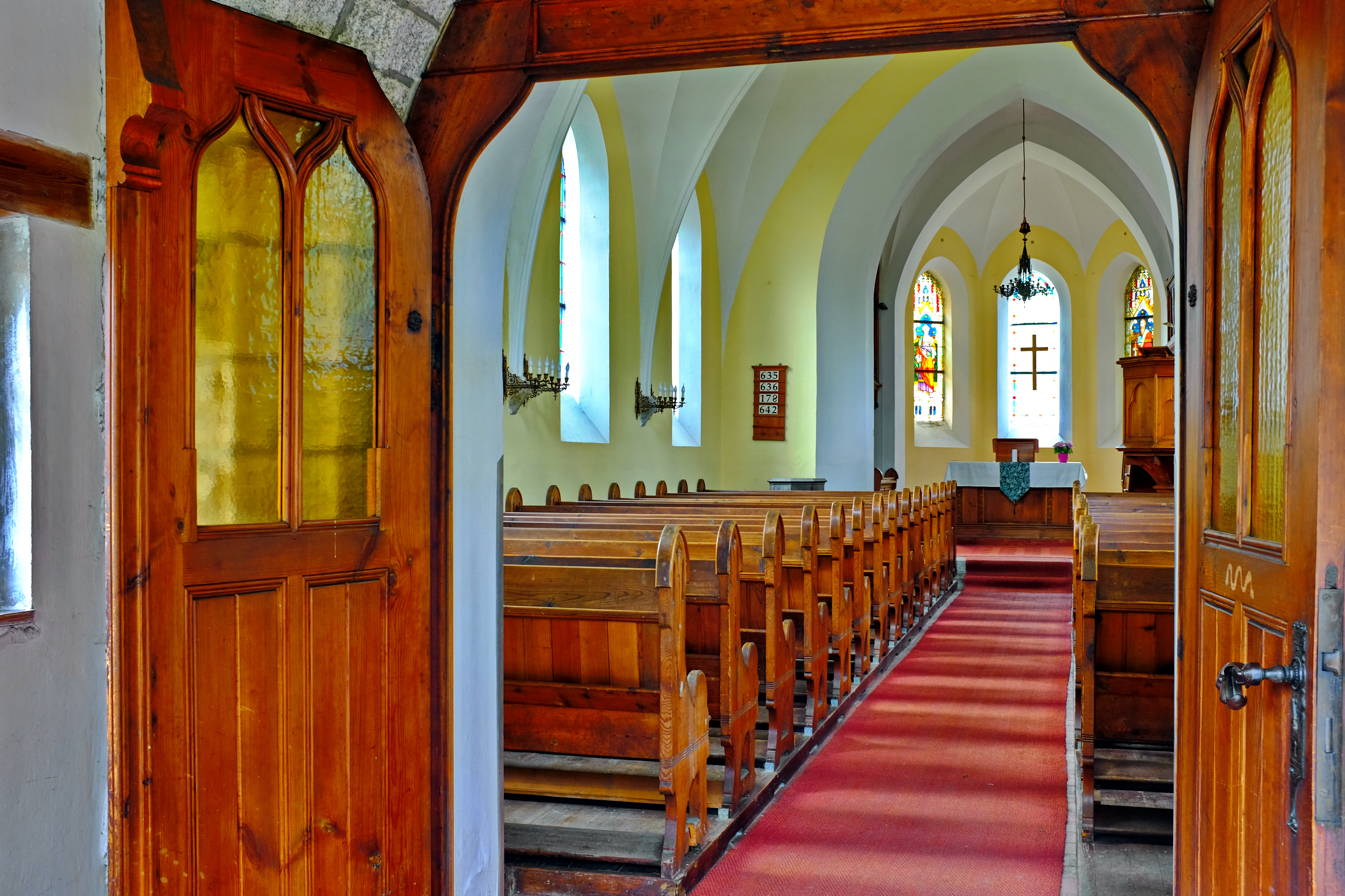
Innenraum

Die Erlöserkirche ist die evangelische Kirche von Nejdek (deutsch Neudek), einer Stadt im Karlovarský kraj in Tschechien.

## Geschichte
Im mittleren 16. Jahrhundert hatte sich in Nejdek unter dem Einfluss der Grafen Schlik der Protestantismus etabliert, der aber im Dreißigjährigen Krieg der Gegenreformation weichen musste. Lediglich zu Weihnachten 1631 konnte noch einmal, nach Besetzung des Landes durch die schwedischen Truppen unter Gustav Adolf, evangelischer Gottesdienst gefeiert werden. 1901 wurde Nejdek zu einer Predigtstation der Peter-und-Paul-Kirche von Karlsbad und Artur Claus zum ersten ständigen Vikar ernannt, der sogleich mit der Planung eines Kirchenbaus begann.
Die Kirche wurde nach Plänen des Leipziger Architekten Julius Zeißig erbaut, von dem mehrere evangelische Kirchenbauten in Westböhmen stammen; die örtliche Bauleitung hatten die Baumeister K. A. Otto und Alfred Möckle. Die Grundsteinlegung der Kirche erfolgte am 30. August 1903, die Einweihung am 11. September 1904 durch Pfarrer Theo Feller aus Karlsbad. Der Kirchenbau wurde, neben einer Zuwendung des Evangelischen Bundes, wesentlich finanziert durch Carl Lahusen, den Eigentümer der auch in Nejdek produzierenden Norddeutschen Wollkämmerei & Kammgarnspinnerei, Gräfin Anna von der Asseburg auf Schloss Neudek sowie den Papierfabrikanten Arnošt Schlesinger, der die Kosten für das Brechen, die Verarbeitung und den Transport der Steinblöcke übernahm.
Seit 1947 dient die Kirche der Evangelischen Kirche der Böhmischen Brüder.

## Architektur
Die Nejdeker Erlöserkirche ist eine in Anlehnung an romanische Kirchenbauten in grobem Quadermauerwerk errichtete und mit Strebepfeilern besetzte Saalkirche. Die Außenerscheinung wird von einem als Turmriegel ausgebildeten Chorturm dominiert, der von zwei ineinander verwachsenen Oktogongeschossen mit Steilhelmen bekrönt wird. Der Kirchenraum wird von scharfkantigen Kreuzgratgewölben gedeckt. Zwei der drei Fenster im Altarraum weisen Darstellungen der Apostel Petrus und Paulus auf. Die Kirche besaß ursprünglich ein Altarbild mit der Darstellung der Auferstehung Jesu Christi.